# Daddy ohne Plan
Daddy ohne Plan (Originaltitel: The Game Plan) ist eine US-amerikanische Sportkomödie aus dem Jahr 2007 mit Dwayne „The Rock“ Johnson in der männlichen Hauptrolle. Regie führte Andy Fickman.

## Handlung
Joe Kingman ist ein berühmter und gut verdienender Quarterback einer Bostoner Footballmannschaft. Er ist der Star der Mannschaft, die sich auf die Play-off-Spiele um die Meisterschaft vorbereitet. Er bezeichnet Football als das einzig Wichtige in seinem Leben, veranstaltet gerne Partys und ist ein selbstverliebter Egomane. Kingman erfährt plötzlich, dass er eine achtjährige Tochter, Peyton Kelly, hat, als diese eines Tages vor seiner Tür steht und von ihm verlangt, sich während des Auslandsaufenthalts ihrer Mutter um sie zu kümmern. Als Beweis hat sie einen Brief seiner Ex-Frau Sara und die Geburtsurkunde dabei, so dass Joe wohl oder übel die neue Situation akzeptieren muss.
Damit ist er zunächst überfordert, weil er es nicht gewohnt ist, Verantwortung für jemanden anderes zu übernehmen. So vergisst er sie bei der Eröffnungsfeier seines neuen Restaurants, was sogleich am Morgen danach in der Presse erscheint und seine Managerin Stella Peck außerordentlich verärgert, da er sich diese Schlagzeilen als Werbeträger nicht leisten kann. Überhaupt ist die quirlige Peyton der Managerin ein Dorn im Auge, die um das Image und die Einnahmen ihres Klienten fürchtet. Auf einer kurzfristig anberaumten Pressekonferenz zeigt sich Peyton höchst professionell und wortgewandt und bezeichnet den überraschten Joe als besten Daddy der Welt, der ihr beigebracht hat, dass man alles schaffen kann, wenn man nur will. Die anwesenden Journalisten sind sofort sehr angetan von der Kleinen.
Als Joe seine Tochter in eine Ballettschule bringt, lernt er die Leiterin der Schule, Monique Vasquez, kennen. Sie erkennt seine Verantwortungslosigkeit, fordert seine Unterstützung ein und drückt ihm eine Rolle in der kommenden Ballett-Aufführung der Schule auf. Während des gemeinsamen Trainings freunden sich Monique und Joe mehr und mehr an. Als Joe ein Date mit einer flüchtigen Liebschaft verbringen will, kommt ihm Peyton dazwischen und es kommt zum Streit, bei dem Peyton ihm vorhält, dass er selbstsüchtig und egoistisch ist. Doch Kingman kann sich auf charmante Weise bei seiner Tochter entschuldigen und nimmt sich in der Folge viel Zeit für sein Kind. Er findet mehr und mehr Gefallen an seiner neuen Rolle als Vater.
Der Tag der Ballett-Aufführung steht an und Peyton ist nervös. Kingman kann sie jedoch motivieren und überzeugt selbst in einem gewagten Kostüm trotz Gegenwart der gesamten Football-Mannschaft.
Bei einem folgenden gemeinsamen Essen mit Monique kommt Peyton mit der Wahrheit ans Licht, dass sie anscheinend ohne Wissen ihrer Mutter bei Joe ist, die vielmehr davon ausgeht, dass Peyton an einem Ballett-Programm teilnimmt. Zu allem Übel war ihr Nachtisch nusshaltig und sie erleidet einen anaphylaktischen Schock. Im Krankenhaus trifft Kingman auf seine entsetzte ehemalige Schwägerin Karen, die ihm offenbart, dass Sara vor sechs Monaten bei einem Autounfall ums Leben kam. Noch während der Genesung Peytons streiten die beiden über deren weiteren Verbleib, denn beide möchten für sie sorgen. Peyton belauscht auch ein Telefonat der Managerin, die ob der Anwesenheit Peytons Bedenken über die berufliche Zukunft Joe Kingmans äußert. Daraufhin bittet sie, wieder nach Hause zu dürfen – zu Karen.
Nachdem Joe wieder allein zu Haus ist, findet er in einem vergessenen Köfferchen Briefe seiner verstorbenen Ex-Frau, die sich darin dafür entschuldigt, ihm nichts von ihrer gemeinsamen Tochter erzählt zu haben, um nicht seiner aufstrebenden Karriere im Weg zu stehen. Beim Studium von Aufnahmen vergangener Spielzüge erkennt er seinen Egoismus auf dem Spielfeld und er erhält den Ratschlag eines Freundes, seiner Tochter zu beweisen, dass er sie liebt. In Fernsehinterviews bekennt er offen und ehrlich, dass seine Tochter ihm alles bedeutet.
Beim entscheidenden Meisterschaftsspiel spielt Joe Kingman unkonzentriert und wird hart getackelt, wobei er sich die Schulter auskugelt und in der Pause ausgewechselt werden muss. Im Behandlungsraum bekommt er Besuch von Peyton und Karen, die ihn daran erinnern, dass für Joe Kingman nichts unmöglich ist. Er kehrt aufs Spielfeld zurück und verschafft seinem Team vier Sekunden vor Schluss mit einem punktgenauen Pass auf einen freistehenden Mitspieler den Sieg.

## Kritiken
Victoria Alexander schrieb am 18. September 2007 auf FilmsInReview.com, der Film erzähle „die übliche alte Geschichte“, aber Dwayne Johnson „strotze vor Charisma“.

„Rührselige Familienkomödie nach vertrautem Schema, unterhaltsam, aber mehr bestimmt von Klischees als von eigenem Charme.“

## Hintergründe
Der Film wurde in Boston und in einigen anderen Orten von Massachusetts gedreht. Als Stadion diente das Gillette Stadium der New England Patriots. Er startete in den Kinos der USA am 28. September 2007. Bei einem Produktionsbudget von geschätzten 22 Mio. US-Dollar spielte er weltweit 147 Mio. US-Dollar ein. Nachdem der Film am 27. März 2008 in Deutschland startete, wurde er von 906.549 Kinobesuchern gesehen.